# Kommittén för mänskliga rättigheter
För andra uttydningar av KMR, se KMR.

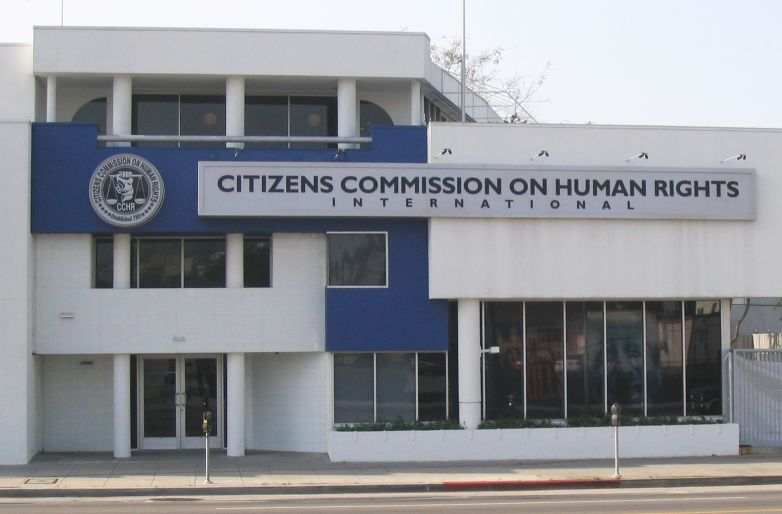
CCHR-kontor i Hollywood i Kalifornien

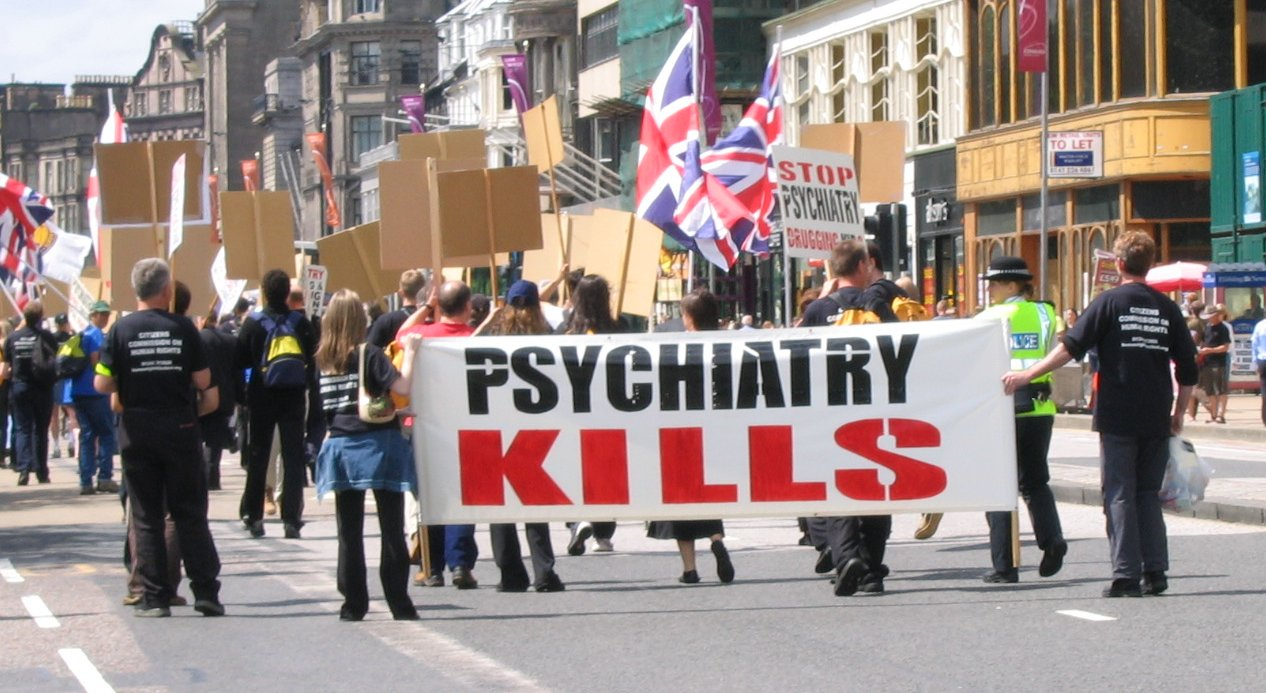
Scientologer demonstrerar mot psykiatri i Edinburgh i Skottland.

Kommittén för mänskliga rättigheter (KMR; eng. Citizens Commission on Human Rights, CCHR), är en internationell ideell organisation som grundades av Scientologikyrkan och professor Thomas Szasz 1969 i syfte att undersöka och avslöja påstådda kränkningar av mänskliga rättigheter begångna av psykiatriker. KMR har 250 lokala avdelningar i 34 länder enligt deras egna uppgifter.
Kommittén för mänskliga rättigheter är ej att förväxla med FN:s deklaration om de mänskliga rättigheterna, Svenska Helsingforskommittén för mänskliga rättigheter eller Akademiernas kommitté för mänskliga rättigheter.

## Verksamhet
KMR arbetar för avskaffandet av alla former av våld och tvång inom mentalvården och säger sig komma att fortsätta sitt arbete, till dess att allas mänskliga rättigheter och värdighet garanteras inom psykiatrin.
KMR driver bland annat kampanjer mot psykiatriska behandlingsmetoder, samt motsätter sig förskrivning av psykofarmaka som behandlingsmetod för mentala tillstånd. Organisationen har propagerat mot sjukdomsklassificeringen av barn med ADHD.

## Kopplingar till Scientologikyrkan
KMR propagerar inte aktivt för scientologi men delar dess uppfattning att det saknas belägg för att psykiatriska sjukdomar har biologiska orsaker. Scientologerna (som KMR är sprungen ur) ser psykiatri som ett brott mot mänskligheten eftersom de menar att metoder såsom deras egen dianetik är det enda som hjälper. Scientologikyrkan är sprungen ur Dianetik, L. Ron Hubbards egen teori om mental hälsa och mentala problems orsaker.

## KMR:s museum och film "Psykiatri: Dödens industri"

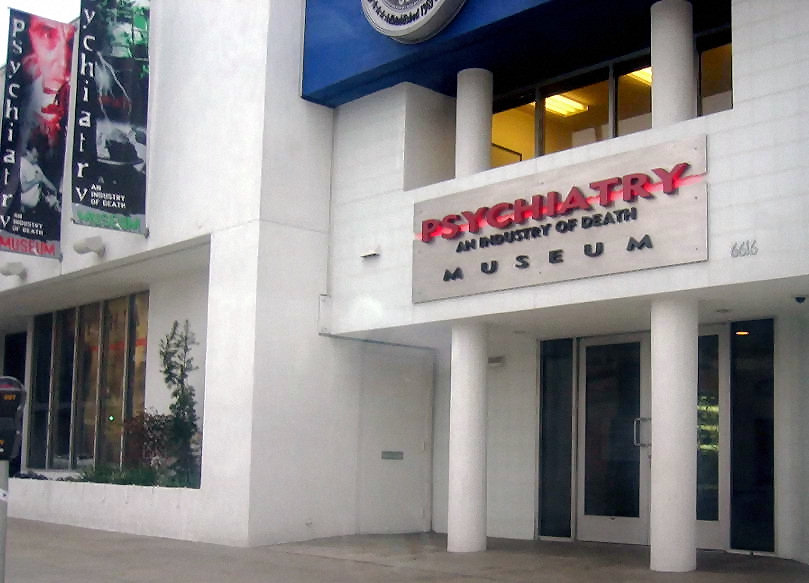
Museet "Psychiatry: An Industry of Death Museum", i Hollywood.

Organisationen driver ett museum, "Psychiatry: An Industry of Death Museum", i Hollywood och har även gett ut en propagandafilm på DVD med samma namn (Psykiatri: Dödens industri). KMR menar bland annat att mellan 10 och 25 % av psykiatriker sexuellt utnyttjar sina patienter . Enligt utställningen/filmen spelade också psykiatriker en stor roll i Förintelsen och man påstår felaktigt att al-Qaida-mannen Ayman al-Zawahiri är psykiatriker. 
Att anmärka är att organisationen endast anammar scientologikyrkans värderingar i sitt material. En trossats i Scientologikyrkans trosbekännelse är "att studiet av sinnet och helandet av mentalt orsakade sjukdomar inte får avskiljas från religionen eller tolereras inom icke-religiösa områden".
Föreningen Rädda Individen (FRI) ger detta utlåtande om KMR och dess museum:
| ” | Om scientologernas nyöppnade museum skriver Los Angeles City Beat i en artikel den 12/1 2006. Det kallas "Psychiatry: Industry of Death" (Psykiatrin: Dödsindustrin). Med hjälp av en långrandig mängd av videor och skyltar "informerar" man om psykiatrins infernaliska plan att behärska världen. Psykiatrin, påstår man, bär skulden för den sjunkande bildningsnivån i USA liksom höjningen av premien för sjukförsäkring, skottlossning på skolor, ja t o m för 11 september. Självmordsbombare, mördare och Adolf Hitler är produkten av droger och psyko-politiska metoder. Detta nonsens skulle kunna skrattas åt om det inte vore så förrädiskt inflytelserikt. Galan vid museets öppnande var ett stjärnspäckat evenemang med Hollywoods scientologelit. Angreppet på psykiatrin försvarar sin plats bredvid anti-Darwinmonumentet och det genomgående förnekandet av etablerade vetenskapliga fakta i Bush-administrationen. | „ |

## Kontroverser
Kommittén för Mänskliga Rättigheter hamnade i blåsväder i slutet av september 2008 då det uppdagades av Uppdrag Granskning att de fått in stora inkomster från svenska kommuner som betalat för olika tjänster hos flera av scientologikyrkans frontorganisationer, bland annat KMR.
2011 arresterades organisationens ledare, Jan Eastgate (som tidigare mottagit Scientologikyrkans frihetsmedalj för sitt arbete inom KMR), anklagad för att ha tystat ner sexuella övergrepp mot en 11-årig flicka under sin tid som ledare för KMR i Australien.

## Se vidare
- Riksorganisationen för ett drogfritt Sverige
- Scientologikyrkan
- Scientologi
- Narconon